# Ambiente biofísico
Um ambiente biofísico é um ambiente biótico e abiótico de um organismo ou população e, consequentemente, inclui os fatores que influenciam sua sobrevivência, desenvolvimento e evolução. Um ambiente biofísico pode variar em escala de microscópica a global em extensão. Também pode ser subdividido de acordo com seus atributos. Exemplos incluem o ambiente marinho, o ambiente atmosférico e o ambiente terrestre. A quantidade de ambientes biofísicos é incontável, visto que cada organismo vivo possui seu próprio ambiente.
O termo ambiente pode se referir a um ambiente global singular em relação à humanidade, ou a um ambiente biofísico local, por exemplo, a Agência Ambiental do Reino Unido.

## Interação vida-ambiente
Toda a vida que sobreviveu deve ter se adaptado às condições de seu ambiente. Temperatura, luz, umidade, nutrientes do solo, etc., todos influenciam as espécies dentro de um ambiente. No entanto, a vida por sua vez modifica, de várias formas, suas condições. Algumas modificações de longo prazo ao longo da história do planeta foram significativas, como a incorporação de oxigênio à atmosfera. Esse processo consistia na quebra do dióxido de carbono por microorganismos anaeróbios que utilizavam o carbono em seu metabolismo e liberavam o oxigênio para a atmosfera. Isso levou à existência de vida vegetal e animal baseada em oxigênio, o grande evento de oxigenação.

## Estudos relacionados

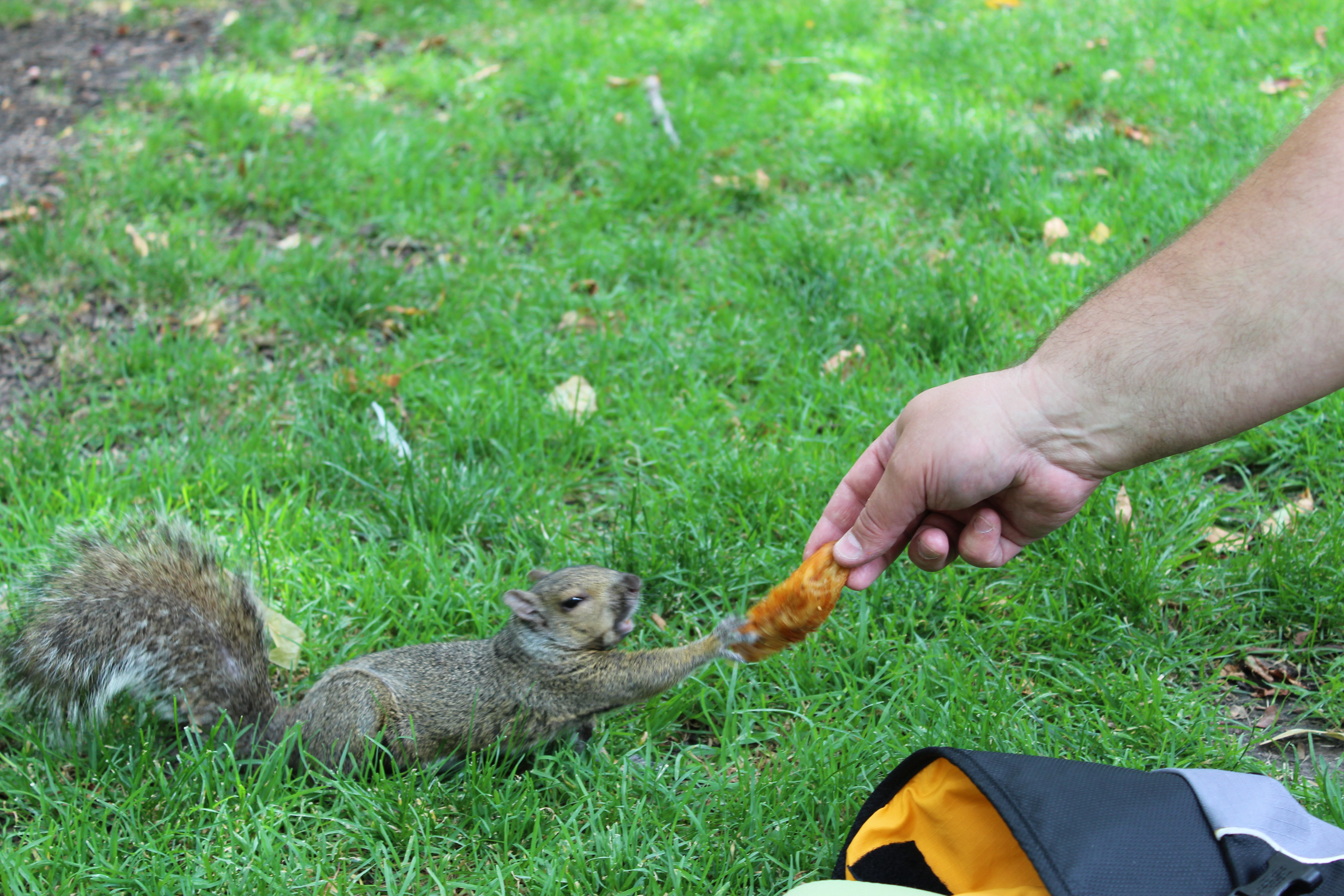
O ecossistema de parques públicos geralmente inclui humanos alimentando a vida selvagem.

A ciência ambiental é o estudo das interações dentro do ambiente biofísico. Parte desta disciplina científica é a investigação do efeito da atividade humana no meio ambiente.
A ecologia, uma subdisciplina da biologia e parte das ciências ambientais, é muitas vezes confundida com o estudo dos efeitos induzidos pelo homem no meio ambiente.
Os estudos ambientais são uma disciplina acadêmica mais ampla que é o estudo sistemático da interação dos seres humanos com seu ambiente. É um amplo campo de estudo que inclui:
- O ambiente natural
- ambientes construídos
- ambientes sociais

O ecologismo é um amplo movimento social e filosófico que, em grande parte, busca minimizar e compensar o efeito negativo da atividade humana no ambiente biofísico. As questões de preocupação para os ambientalistas geralmente se relacionam com o ambiente natural , sendo as mais importantes a mudança climática, a extinção de espécies, a poluição e a perda de florestas antigas.
Um dos estudos relacionados inclui o emprego da Ciência da Informação Geográfica para estudar o ambiente biofísico.
A biofísica é um estudo multidisciplinar que utiliza sistemas da física para estudar fenômenos biológicos. Seu escopo varia de um nível molecular para cima e em populações separadas por fronteiras geográficas.